# Ecopacifismo
L'Ecopacifismo è il nome del movimento politico-filosofico che abbraccia contemporaneamente ambientalismo e pacifismo.

La colomba con il ramo d'ulivo simbolo della pace.

Questa manifestazione dello spirito umano è rintracciabile in tutte le culture e tradizioni religiose fin dalla più remota antichità, come testimoniano il giainismo e il buddismo. Le religioni monoteiste includono la tradizione secolare dei profeti ebraici e la loro promessa di un regno di pace universale, nonché l'eredità cristiana di Francesco d'Assisi le cui famosissime preghiere riflettono il suo amore per la pace e la natura.
Dopo l'avvento dell'Illuminismo, si sviluppa un movimento filosofico che ricollega la conoscenza empirica della natura come mostrata dalle scienze naturali e l'aspirazione ad una vita armoniosa che esse sostengono appaia inscritta nello spirito umano come le leggi naturale.
Ogni corrente di pensiero e ogni movimento sociopolitico che abbraccia contemporaneamente ambientalismo e pacifismo merita la qualifica di ecopacifista.

## Origine
L'origine dell'ecopacifismo va ricercata negli anni Ottanta del secolo scorso. Dopo che si prese conoscenza dell'enorme crisi ecologica che stiamo ancora tutt'oggi attraversando, l'aggravarsi della guerra fredda tra la NATO e il Patto di Varsavia ha portato alla fusione di entrambi i temi, soprattutto in Germania dell'Ovest.
La RFT era, da un lato, l'epicentro del confronto tra il blocco orientale e quello occidentale e, dall'altro, una moltitudine di iniziative cittadine conservazioniste e antinucleari (bürgerinitiativen) avevano proliferato per più di dieci ann . Dall'opposizione all'uso "civile" dell'energia nucleare si è passati, abbastanza velocemente, al rifiuto del suo uso militare dopo che la NATO approvò nel 1979 l'installazione di "Euromissili" sul suolo europeo e, con essa, si trasformò in una guerra nucleare limitata a L'Europa è tecnicamente fattibile, come annunciato dal presidente degli Stati Uniti Ronald Reagan.
Infine, da questo marasma sociale, è emersa una nuova formazione politica: la Die Grúnen, che fino al suo appoggio all'attacco della NATO contro la Jugoslavia nel 1999 si caratterizzava sia per la difesa dell'ambiente e per la difesa della pace e della nonviolenza. I Verdi tedeschi divennero a questo punto un vero e proprio "partito di riferimento" per altre formazioni politiche con gli stessi ideali, le quali sarebbero apparse nel resto dei paesi europei in tutto il corso degli anni Ottanta.

## Quadro teorico
A un livello più teorico, il libro in cui viene fatta la migliore sintesi dell'ecopacifismo è il saggio del biologo statunitense Barry Commoner In pace con il pianeta (1992), in cui afferma che "gli uomini devono fare pace tra loro per fare simultaneamente pace con il pianeta".
Secondo questo biologo nordamericano, l'umanità vive tra due mondi: l'ecosfera naturale e la tecnosfera, sviluppate dall'uomo in cambio di terribili costi ambientali abbastanza pericolosi da alterare l'equilibrio tra questi due mondi. La grave crisi ambientale che abbiamo causato può essere risolta solo attraverso una profonda trasformazione globale dei sistemi di trasporto e produzione. In questa prospettiva, la fine della guerra fredda, pensava Commoner, avrebbe potuto inaugurare una nuova era in cui sarebbe stato possibile impiegare le enormi spese militari, fino ad allora destinate a sostenere lo scontro irrazionale e suicida tra i due blocchi, per finanziare le trasformazioni e i cambiamenti necessari per adattare la società umana con la natura.
La rotta che il mondo ha preso nel dopoguerra non è stata, però, nella direzione che Commoner sperava. I vincitori della guerra fredda ,infatti, continuarono a spendere gran parte del loro patrimonio per l'armamento dell'esercito.
D'altra parte, le catastrofiche previsioni contenute nei primi due rapporti del Club di Roma, I limiti della crescita e L'umanità al bivio, si sono inesorabilmente realizzate. È la tesi dello scrittore specializzato in questioni ecologiche Richard Heinberg, che afferma nel suo libro The End of Growth che il progressivo esaurimento dei combustibili fossili (petrolio, gas e carbone), di vari minerali (uranio, rame, bauxite, magnesio, potassio, ferro, stagno, titanio, zinco, metalli rari, ecc.), nonché gli impatti negativi conseguenze ambientali derivanti dall'estrazione e dall'uso eccessivo di risorse rinnovabili e non (cambiamento climatico, perforazione e assottigliamento dello strato di ozono, riduzione della biodiversità, riduzione dell'accesso all'acqua potabile, ecc.), rendono il futuro del XXI secolo quasi apocalittico.
In un mondo di risorse limitate, la crescita economica di una regione del pianeta può essere raggiunta solo a costo del declino di altre regioni; ciò spinge l'umanità a una lotta disperata per l'appropriazione e il controllo delle risorse limitate. Per Heimberg, questo scenario non è una previsione riguardante un futuro lontano, ma una semplice descrizione di ciò che sta già accadendo nel presente.
In quest'ottica, l'ecopacifismo sarebbe l'unico progetto etico-politico capace di rendere possibile un futuro prospero e non catastrofico per l'umanità.

## Ambientalismo
L'ambientalismo è un movimento variegato e multiforme, che sostiene la protezione dell'ambiente per soddisfare un bisogno umano, la sua base scientifica è infatti nella neo-nata scienza dell'ecologia, cioè lo studio scientifico della distribuzione e dell'abbondanza degli organismi viventi e il modo in cui questi si rapportano al loro ambiente. Ma include anche una base religiosa e filosofica di grande ascendenza che include i bisogni spirituali e sociali dell'essere umano in relazione agli altri esseri viventi.

## Pacifismo
Il pacifismo, secondo la SAR, è l'insieme delle dottrine volte a mantenere la pace tra le nazioni. Si oppone alla guerra e ad altre forme di violenza attraverso un movimento politico, religioso o come ideologia specifica. Alcuni dei mezzi che il pacifismo utilizza nel perseguimento dei suoi ideali sono: la nonviolenza, la diplomazia, la disobbedienza civile, il boicottaggio, l'obiezione di coscienza, le campagne di sensibilizzazione ed educazione alla pace.

Il simbolo della pace

## Ecologismo + Pacifismo = Ecopacifismo
Lo stretto connubio tra ambientalismo e pacifismo è alla base stessa del movimento verde. Per questo i Verdi hanno definito il pacifismo il primo e più importante dei loro pilastri ideologici. D'altra parte, le conseguenze del postulato pacifista porterebbero alla ricerca stessa dell'armonia con il resto degli esseri viventi e con lo stesso universo che ospita la vita, intesa come un valore unico e insostituibile.

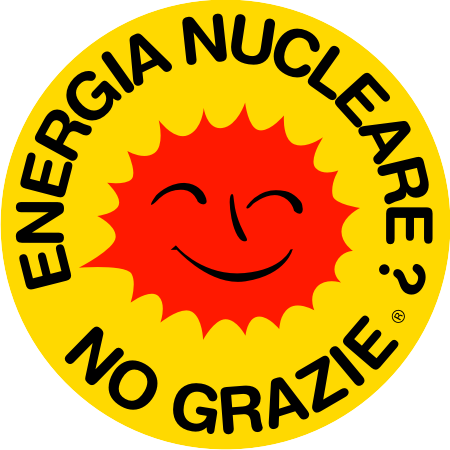
Simbolo di opposizione alla costruzione di centrali nucleari

## Movimento antinucleare
Il movimento antinucleare che ha caratterizzato gli inizi del partito eco-pacifista tedesco nel secondo dopoguerra trova il suo fondamento nella doppia aggressione che l'ingegneria nucleare racchiude, da un lato come minaccia alla vita per il rischio di incidenti nucleari, nonché la proliferazione di armi nucleari che dovrebbero garantire la reciproca deterrenza a fini militari. Gli eco-pacifisti tedeschi continuano a sostenere l'abbandono dell'energia nucleare, avendo ottenuto un grande successo politico nel poter assicurarsi l'impegno della Merkel e degli altri conservatori tedeschi riguardo a questo argomento.

## Antimilitarismo
Il movimento politico pacifista europeo raggiunse indubbiamente i suoi massimi livelli di popolarità subito dopo la prima guerra mondiale, pur senza poter diventare un movimento politico di spicco. Tuttavia, dopo la seconda guerra mondiale, la situazione di una Germania divisa tra nemici inconciliabili affrontata nella cosiddetta guerra fredda spiega l'emergere di un nuovo successo dell'ecopacifismo, con la fondazione del partito verde eco-pacifista. L'emergere del partito eco-pacifista tedesco nasce dalla congiunzione di due fattori: la minaccia della bomba atomica, che fu testata contro la popolazione civile giapponese alla fine della seconda guerra mondiale, e l'installazione di missili nucleari da parte degli Stati Uniti e dei suoi alleati sul lato occidentale della cortina di ferro. La paura di una nuova guerra mondiale, con l'annientamento dei due schieramenti, ha portato al successo del partito.

## Oppositori dell'ecopacifismo
Ci sono fondamentalmente due gruppi di oppositori dell'eco-pacifismo. Da un lato, le ideologie tradizionali la cui base economica è il produttivismo: come il socialismo (sia marxista che socialdemocratico), così come il neoliberismo.
D'altronde i guerrafondai hanno sempre trovato negli eco-pacifisti un ostacolo insormontabile, a causa della loro ferma opposizione alla guerra, in questo senso alcuni partiti nazionalisti hanno cercato di eliminare l'opposizione eco-pacifista perseguitando i loro leader, sostenitori e obiettori di coscienza, per la loro opposizione al militarismo, generalmente vituperati come emarginati sociali e nemici della patria.

## Nuove sfide per l'ecopacifismo
La crisi economica propria del modello produttivivista ha portato all'accettazione di alcuni ambientalisti, i quali sono stati nominati da un gran numero di governi, nonostante la loro importanza e presenza sia ancora molto limitata.

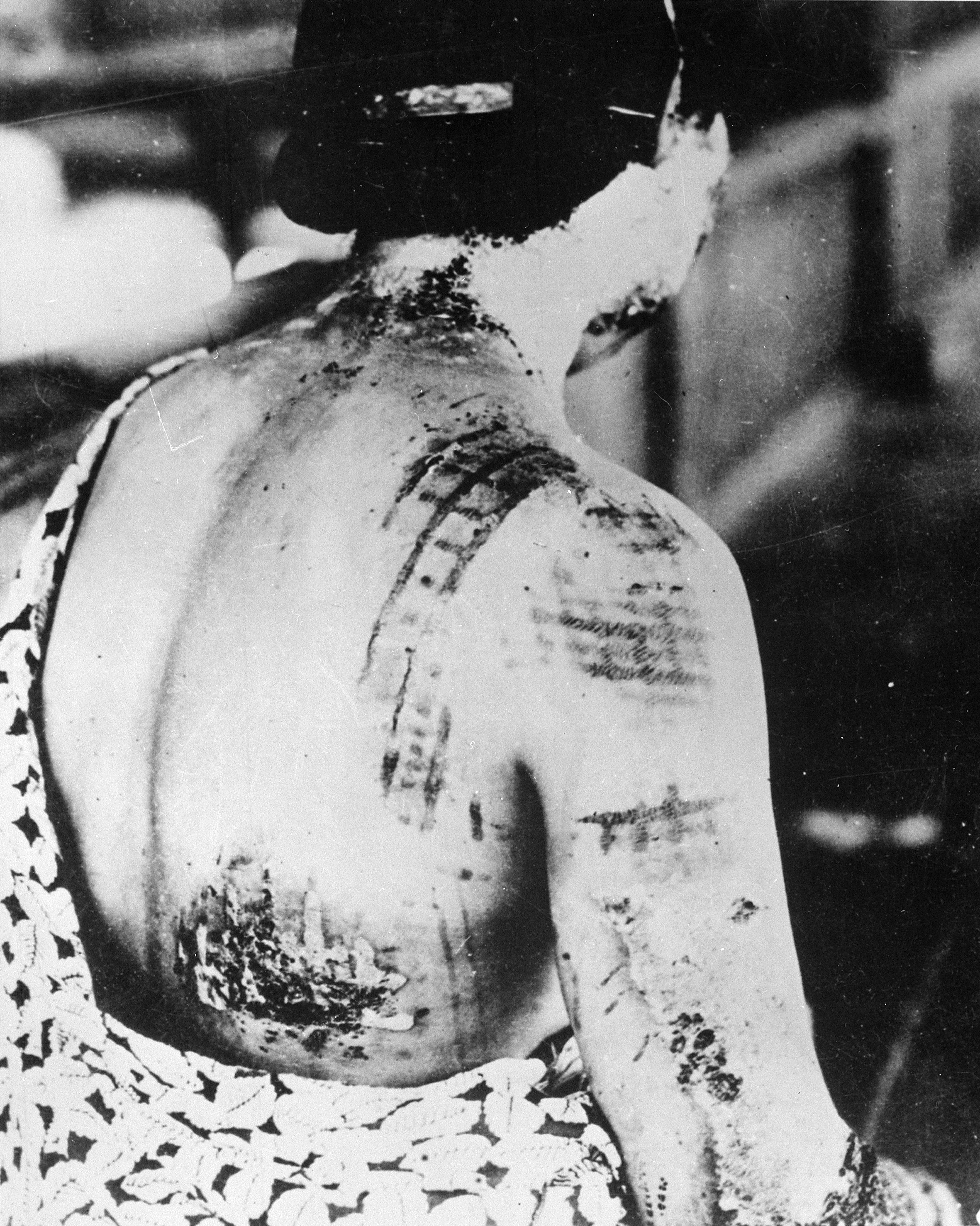
Ustioni visibili in una donna esposta all'impulso termico di Hiroshima. I colori più scuri provengono dal suo kimono e la pelle nuda ha chiaramente intense ustioni termiche.

Tuttavia, la non accettazione dell'abbandono del modello militarista e della logica della guerra come "ultima ratio" della politica non è stata raggiunta. In questo senso, è forse la sfida più grande per gli eco-pacifisti riconvertire gli autoproclamati ecosocialisti ai postulati della nonviolenza. L'ecosocialismo è sia una minaccia che un'opportunità per gli ecopacifisti, i quali cercano pazientemente di impregnare i loro principi ambientalisti e pacifisti in quei quadri politici di sinistra che, spinti dal loro "istinto di sopravvivenza" politica, cercano di evolversi verso i movimenti sociali e politici che caratterizzano la società postmoderna.